# Cục Công tác Đảng và công tác chính trị, Bộ Công an (Việt Nam)
Cục Công tác Đảng và công tác chính trị trực thuộc Bộ Công an (Việt Nam) có chức năng, nhiệm vụ nghiên cứu, đề xuất các chủ trương, phương hướng, kế hoạch, biện pháp xây dựng tổ chức Đảng trong sạch, vững mạnh, nâng cao năng lực lãnh đạo, sức chiến đấu của các tổ chức Đảng, chất lượng đội ngũ, cán bộ, đảng viên và chất lượng hoạt động của các tổ chức quần chúng trong Đảng bộ Công an Trung ương và trong Công an nhân dân.

## Lịch sử hình thành
Ngày 13 tháng 3 năm 2013, Bộ Công an quyết định thành lập Cục Công tác Đảng và công tác quần chúng trực thuộc Tổng cục Chính trị
Từ tháng 8 năm 2018, thực hiện Nghị định của Chính phủ về chức năng, nhiệm vụ, quyền hạn và cơ cấu tổ chức của Bộ Công an, Cục Công tác Đảng và công tác chính trị được thành lập trên cơ sở hợp nhất Cục Công tác Đảng và Công tác quần chúng và Cục Công tác Chính trị trực thuộc Tổng cục Chính trị CAND.

## Lãnh đạo hiện nay

#### Cục trưởng
- Thiếu tướng Phạm Kim Đĩnh, Bí thư Đảng ủy Cục. Ông cũng là Phó trưởng Ban Chỉ đạo Đại hội khỏe "Vì an ninh Tổ quốc" lần thứ IX và Hội thi điều lệnh, quân sự, võ thuật CAND lần thứ VI. Trước đó, ông từng giữ các chức vụ như Bí thư Đoàn Thanh niên Bộ Công an, Phó Giám đốc Công an tỉnh Tuyên Quang và Giám đốc Công an tỉnh Tuyên Quang.

#### Phó Cục trưởng
- Thiếu tướng Đặng Ngọc Bách, Phó Bí thư Đảng uỷ
- Thiếu tướng Lê Hồng Hiệp
- Thiếu tướng, Nghệ sỹ Nhân dân Nguyễn Công Bẩy
- Đại tá Nguyễn Thị Thuý Thanh
- Thiếu tướng Ngô Hoài Thu[6], Chủ tịch HPN Bộ

## Tổ chức
- Phòng 3
- Phòng Thi đua khen thưởng
- Phòng Tuyên truyền, giáo dục và Bảo tàng Công an nhân dân[7]
- Ban Thanh niên Công an nhân dân
- Ban Phụ nữ Công an nhân dân
- Ban Công đoàn Công an nhân dân

## Cục trưởng qua các thời kỳ
- Trung tướng Đào Gia Bảo, từ 8.2018–7.2020
- Trung tướng Nguyễn Ngọc Toàn lần 1, từ 7.2020–9.2022, nguyên Giám đốc Công an tỉnh Cao Bằng[8]
- 9.2022 - 2023, Trung tướng Lê Minh Quý
- 9. 2022 - 11.2023, Trung tướng Nguyễn Ngọc Toàn lần 2
- 11.2023 - 12.2023, Trung tướng Ngô Thị Hoàng Yến
- 12.2023 - nay, Trung tướng Nguyễn Ngọc Toàn lần 3